# Rudolf Spengler
Rudolf Pieter Cornelis (Rudolf) Spengler (Breda, 14 januari 1875 – Den Haag, 10 maart 1955) was een Nederlands marineofficier. Hij is, samen met Theo van Hengel, vooral bekend van zijn werk aan de rotormachine, dat uiteindelijk leidde tot de uitvinding van de Duitse codeermachine Enigma.

## Loopbaan
Spengler begon zijn loopbaan bij de marine op 1 september 1891 aan het Koninklijk Instituut voor de Marine als adelborst der derde klasse, samen met onder andere Van Hengel. In 1893 werden zij adelborst der tweede klasse en in 1894 adelborst der eerste klasse (nu gelijk aan luitenant ter zee der derde klasse). Op 3 september 1895 werden ze geplaatst op Hr. Ms. Van Speijk, een schip uit de Atjehklasse. Dit schip vertrok dat jaar naar Nederlands-Indië. In 1896 was Spengler weer terug in Nederland om geplaatst te worden op Hr. Ms. Piet Hein. Op 27 november 1897 vertrok hij weer naar de Oost, om vanuit Batavia meer dan tien jaar, met enkele korte onderbrekingen dienst te doen op onder andere, Hr. Ms. Gedeh, Hr. Ms. Atjeh, Hr. Ms. Koetei, Hr. Ms. Siboga, Hr. Ms. Scilla, Hr. Ms. Koning der Nederlanden, Hr. Ms. Koningin Regentes en Hr.Ms. Koningin Wilhelmina der Nederlanden.
Bij Koninklijk Besluit van 29 juli 1899 werd hij per 2 augustus van dat jaar bevorderd tot luitenant ter zee der tweede klasse.
In 1909 werd hij teruggehaald naar Nederland. Daar bleef hij niet lang; een jaar later was hij gestationeerd bij een torpedofabriek in Fiume. Op 6 oktober van dat jaar werd hij tevens bevorderd tot luitenant ter zee der eerste klasse. In 1911 werd Spengler toegevoegd aan de marinedirectie in Hellevoetsluis. In 1913 werd hij opnieuw naar de Oost gestuurd, waar hij uiteindelijk met Van Hengel in 1915 de rotormachine uitvond (zie hieronder). In 1916 keerde hij weer terug naar Nederland.
Op 15 augustus 1919 kreeg Spengler het bevel over het wachtschip in Vlissingen. Op 21 oktober 1921 kreeg hij het commando over het pantserschip Hr.Ms. De Zeven Provinciën, dat vrijwel direct weer naar Nederlands-Indië vertrok. Nadat hij begin 1923 dit commando neerlegde en terugkeerde naar Nederland, ging hij op 16 juni van dat jaar met eervol ontslag.
Na zijn pensionering bij de marine werd Spengler secretaris bij NV Cultuurmaatschappij TRANGKIL.
Op 10 maart 1955 overleed Spengler op 80-jarige leeftijd in Den Haag.

## Uitvinding van de rotormachine
Vanwege het uitbreken van de Eerste Wereldoorlog en het schenden van Nederlandse neutraliteit in Nederlands-Indië door Duitsland, Japan en het Verenigd Koninkrijk, hadden Nederlandse schepen aldaar steeds meer de behoefte hun strategische boodschappen te versleutelen. Spengler en Van Hengel bedachten een rotormachine, die uiteindelijk door luitenant-ter-zee van de technische dienst W.K. Maurits werd gebouwd. Het prototype werd in de zomer van 1915 aan bood van het aanwezige vlaggenschip Hr.Ms. De Zeven Provinciën werd getest. Pas na de oorlog werd besloten of er een patent voor mocht worden ingediend. Dit getouwtrek duurde vanaf maart 1919, tot op 29 november 1919 het Ministerie toestemming gaf om een patent in te laten dienen door NV Vereenigde Octrooibureaux. Op 7 oktober van dat jaar had Hugo Alexander Koch (een zwager van een partner van de NV) echter al zijn patent ingediend. Na een jarenlange rechtszaak werden Spengler en Van Hengel in het ongelijk gesteld en lieten ze de zaak rusten.
Uiteindelijk leidde de uitvinding van de rotormachine tot de uitvinding van de Duitse codeermachine Enigma.

### Erkenning
Op 30 maart 1919 werden Spengler en Van Hengel door de Minister van Marine officieel bedankt voor het ontwerpen van een "schrijfmachine met molenschrift". Door het verlies van de rechtszaak werd lange tijd gedacht dat Koch de uitvinder van de rotormachine was, tot onderzoek in 2003 uitwees dat zijn patentaanvraag een Duitse vertaling was van die Spengler en Van Hengel. In 2013 noemde de Koninklijke Marine een innovatieprijs naar de twee marineofficieren.

## Privéleven
Op 2 september 1910 trouwde Spengler met W.S. (Suze) Ludwig in Amsterdam.
Bij terugkomst uit Azië ging hij in 1917 in Middelburg wonen. In 1918 stond Spengler ingeschreven in de gemeente Vlissingen.